# Sigtryg Eysteinsson
Pour les articles homonymes, voir Eysteinsson.
Roi de Raumarike et du Hedmark, deux des petits royaumes de Norvège du milieu du IXe siècle.
Il fut tué par une flèche au cours d'une bataille qu'il mena contre Halfdan III de Vestfold.

## Sources
Snorri Sturluson, La Saga des Ynglingar [détail des éditions]